# Vállalatirányítási információs rendszerek
A vállalatirányítási (corporate governance) információs rendszer – a szakirodalomban egyre inkább ERP-ként emlegetett információs rendszer – a vállalat környezetére, belső működésére és a vállalat–környezet tranzakcióira vonatkozó információk koordinált és folyamatos beszerzését, feldolgozását, tárolását és szolgáltatását végző személyek, tevékenységek, valamint a funkciók ellátását lehetővé tevő hardver- és szoftvereszközök összessége.
Szigorúan véve az ERP elnevezés egy szűkebb kategóriára vonatkozik: a vállalati erőforrás-tervező (enterprise resource planning) rövidítése. A gyakorlatban azonban az egész rendszer elnevezésére is meghonosodott az ERP rövidítés.
Az információs rendszer fő összetevői: 
1. az ember mint döntéselőkészítő és döntéshozó;
2. a külső és belső információ;
3. a külső és belső hardver és szoftver elemek, szervezeti megoldások (azaz az orgver).

Ezen rendszerek intelligenciája folyamatosan fejlődik, de természetesen a vállalatok rendelkeznek olyan „személyiségjegyekkel” munkafolyamataikban, amely nélkülözhetetlenné tehetik, hogy a vállalatok kifejezetten egyedi vállalatirányítási rendszert fejlesztessenek  saját igényeik szerint.
Az állandóan növekvő igényeknek megfelelően a vállalat irányítási rendszerek is eltolódnak az információ szolgáltatástól a különböző tervező motorok beépítésével tervező és intelligens a különböző folyamatokat automatizáló szoftverek felé. Ide értve már például a belső szeparált raktár mozgások, a termelési munkafolyamatok, műszakbeosztás tervezések stb., valamint az ehhez kapcsolódó dokumentációk elkészítését. Erre jó tanulmányi példa egy magyar szoftverfejlesztő cég fejlődése a kereskedelmi, számviteli rendszertől egy összetett belső tervező motorokat tartalmazó részletes több irányú gyártástámogatást is magában foglaló szoftver családja.

## Érintett vállalati területek
A vállalatirányítási információs rendszerekbe mindazon folyamatok integrálhatóak, melyek egy vállalat üzletmenetében előfordulhatnak, ide értve a vállalkozás irányításának, a termékek előállításának, illetve azok értékesítésének feladatait is. Napjainkra az ERP rendszerek részei a következő vállalati területek munkafolyamatai:
- beszerzés és külső belső logisztika
- számlázás és pénzügy
- szállítás
- vállalatirányítás, menedzsment riportok
- külső belső megrendelés kezelés
- gyártás és termelés
- HR

## ERP rendszerek komponensei
Az ERP rendszerek, mint a legtöbb összetett irányítási rendszer, komponensekből, modulokból állnak. Az egyes modulok száma ERP rendszerenként eltérhet, de a típusaik három alaposztályba tartoznak.

### Operatív folyamatok moduljai
Ide tartoznak a rendszer azon összetevői, melyek online módon követik és kezelik a tranzakciókat, tervezik és kiszámítják az erőforrás szükségleteket.
Az operatív munkához elengedhetetlen a vállalat megfelelő likviditása, a készpénzmennyiség megfelelő szinten tartása, ezt is az operatív folyamatok moduljai kezelik.

### Elektronikus üzletvitel moduljai
Ezek a modulok online felügyelik a vállalat és a vevők közötti kapcsolattartást, kielégítik a vevők megrendeléseit, illetve a más cégek irányába történő kapcsolattartást és megrendeléseket is kezelik.
Az elektronikus üzletvitel moduljai a felelősek azért is, hogy a különféle hatóságok által előírt adatszolgáltatási- és más kötelezettségek időben teljesítésre kerüljenek.

### Vállalkozásirányítást támogató modulok
A cég életének, munkájának irányítását támogató ERP modulok tartoznak ebbe a típusba, melyek felelősek a vállalkozás munkájának hatékonyabbá tételéért, a vevőközpontúság minél nagyobb fokú eléréséért.
A SEM (Strategic Enterprise Management, Stratégiai Vállalatirányítási Funkciók) modulok közvetlenül a vállalat felsővezetőinek munkáját támogatják.

## Erőforrások kezelései
Mivel az ERP rendszerek egyik fő előnye a vállalat életének hatékonyabbá tétele, az erőforrások megfelelő elosztása és felhasználása, így az ezekért felelős modulok kiemelt szerepet kapnak a szoftvercsomagban.
A modern ERP rendszerek részei a vevőkkel, beszerzéssel, árukészlettel, pénzügyekkel és a dolgozókkal foglalkozó modulok. A különböző elemeket maga az ERP rendszer fogja össze, teremti meg közöttük a kapcsolatot és az együttműködést.

### Vevők
- a rendszer tárolja a megrendeléseket, az erőforrások meglétének vizsgálatát és a teljesítéseket, lépésenként
- a vevők törzsadatai, korábbi rendelései és azok teljesítése, a számlák kiegyenlítése szintén tárolva van, így az ajánlattétel könnyebb, a teljesítés jobban tervezhető
- a szűrők és rendezési opciók segítségével az adatokból jelentések, kimutatások generálhatóak
- a rendszeres vevőkkel történő folyamatok automatizálhatóak

### Beszerzés
- a rendszer tárolja a beszerzésre vonatkozó javaslatokat, azok elbírálását és kielégítését
- a szállítók adatai tárolásra kerülnek, a hozzájuk kapcsolódó szállítási és más előzményekkel
- a beszerzési modulok kezelni tudják a külföldről kielégített megrendeléseket és azok költségeit
- a beszerzéshez köthető szerződések iktathatóak, azokból a pénzügyekért felelős modulokkal számla is készíthető
- ezek a modulok is képesek a szűrésre és a jelentéskészítésre

### Árukészlet
- az árukészletért felelős modulok kezelik a beérkezett áruk bevételezését, a rendelések és a szállítólevelek egyeztetését, az áruk minőségének ellenőrzését és a raktárkészlet mennyiségét,
- a bevételezett áruk paraméterezése is megtörténhet, pl. súly, méretek, beszerzési ár stb. alapján, de a tárolás speciális követelményeit, a tárolási csoportok kialakítását is be lehet állítani,
- az árukészletért és raktározásért felelős modulok kezelik az áruk raktáron belüli, illetve több raktár közötti árumozgást.

### Pénzügyek
- a pénzügyek moduljai kezelik a vállalat pénzmozgását, nyilvántartásokat tartanak fenn és jelentéseket készítenek
- a megrendelésekért felelős modulokkal együttműködve elkészítik a számlákat
- képesek kezelni a devizák árfolyamának ingadozását, az ezekből eredő árfolyamveszteséget vagy -nyereséget
- a rendszeres pénzügyi folyamatokhoz minta feladatok, könyvelési sablonok stb. kapcsolhatóak

### Dolgozók
- az emberi erőforrás, vagy humán erőforrás modulok kezelik a vállalat dolgozóit, a bérezést, a ledolgozott munkaidő nyomon követését, a táppénz, szabadság stb. nyilvántartását